# Roussalki
Roussalki (en russe : Руссалки) est un tableau du peintre Ivan Kramskoï (1837-1887), réalisé en 1871. Le tableau fait partie de la collection de la Galerie Tretiakov (à l'inventaire sous le no 647). Ses dimensions sont de 88 × 132 cm,. Le tableau est parfois appelé Scène de « Nuits de mai » de Nicolas Gogol ou simplement Nuit de mai.

## Histoire
Le tableau Roussalki a été réalisé sur base d'un récit de Nicolas Gogol Scène de « Nuit de mai » du cycle « Les Soirées du hameau près de Dikanka ». Kramskoï a terminé son tableau durant l'été 1871 dans le village de Khoten, gouvernement de Kharkov (actuellement le village est situé dans l'oblast de Soumy en Ukraine), où le peintre vivait dans le domaine de Khoten (ru), propriété de Pavel Stroganov (ru) et de son épouse Anna Dmitrievna,,.
C'est sous le titre Scène de « Nuit de mai » que le tableau a été présenté à la 1re exposition des Ambulants, qui s'est ouverte à Saint-Pétersbourg à la fin de l'année 1871. En 1872, Kramskoï a apporté quelques petites modifications au tableau.

## Description
Le but principal de Kramskoï, en réalisant ce tableau, n'était pas d'illustrer le récit de Gogol, mais de transmettre de manière originale la beauté poétique de la lune dans la nuit ukrainienne. Kramskoï écrivait à ce propos : « Tout le monde veut représenter la lune de nos jours… Ce n'est pas facile… Je suis content de ne pas m'être cassé le cou avec pareil sujet et si je n'ai pas saisi la lune, il ressort tout de même quelque chose de fantastique…».
Le tableau représente les berges d'une rivière sur lesquelles sont rassemblées des Roussalki par une nuit de pleine lune. Les figures des jeunes filles semblent désincarnées, détachées du monde qui les entoure, elles semblent plongées dans une angoisse désespérée et dans une profonde tristesse. La poésie du tableau ressort de la représentation de la douce lumière lunaire qui règne sur ce groupe de jeunes filles toutes vêtues de blanc.

## Appréciations
L'écrivain et historien de la culture Vladimir Poroudominski (ru) écrit à propos de ce tableau dans son livre sur Kramskoï : «…ce n'est pas un rêve mais un mélange de rêve et de réalité qui doivent apparaître sur la toile ; que disparaisse la vieille maison sur la colline et qu'à sa place apparaissent des khatas couvertes de chaume comme celles des romans de Gogol (Kramskoï a également vécu dans une khata). La lune n'est pas visible, seulement son éclat, ainsi qu'un brouillard argenté, à la Gogol, étrange luminosité envoûtante, qui se reflète sur les murs des khatas, sur les troncs d'arbres, sur les massifs de roseaux, les fleurs des pommiers, les figures tristes des roussalki en train de chanter, qui ne doivent pas seulement être représentées, mais dont on doit "entendre" la mélodie mélancolique… ».